# 192
192 (CXCII) var ett skottår som började en lördag i den julianska kalendern.

## Händelser

### December
- 31 december – Den romerske kejsaren Commodus mördas av en brottare vid namn Narcissus på befallning av hans älskarinna, kammarherre och praetorianprefekt.

### Okänt datum
- Inbördeskrig utbryter åter i Romarriket (192-193).
- Galenos bibliotek förstörs av en brand.
- Syriska kristna etablerar en kristen koloni i Kerala i Indien.
- Kungadömet Champa börjar kontrollera södra och centrala delarna av nuvarande Vietnam (omkring detta år).
- Lü Bu mördar sin styvfar Dong Zhuo efter att denne har beordrat Lü Bus soldater att bränna Luoyang.

## Födda
- Gordianus II, romersk kejsare 22 mars–12 april 238 (möjligen född omkring detta år)
- Cao Zhi, kinesisk poet

## Avlidna
- 31 december – Commodus, romersk kejsare sedan 180 (mördad)
- Dong Zhuo, kinesisk militär, usurpatorkejsare av Kina sedan 189